# Angyal-ház (Szeged)
Az Angyal-ház (városszerte ismert nevén: Jatata) egy szecessziós stílusban épült bordélyház volt Szegeden.
Az Angyal-ház egyike Szeged rövid és hányatott sorsú 20. századi épületeinek. A telek a város perifériájának tekintett Bánomkert soron, a lakóterület és a Tiszai teherpályaudvarhoz csatlakozó iparterület határán helyezkedett el, közvetlenül a Tisza-hídra felkanyarodó vasútvonal töltésével szemben. A MÁV csak úgy járult hozzá a terület beépítéséhez, hogy írásban rögzítették: a vasúttársaságot semmiféle felelősség nem terheli azért, ha az épület a mellette elhaladó gőzmozdonyokból kipattanó szikrák miatt tüzet fog és leég. A városi építési hatóság egy egyszintes, neobarokk homlokzatú mulató épületére bólintott rá, ám a vállalkozó Angyal-házaspár a kor divatjának megfelelő szecessziós stílusú épületet építtetett. A várost ennél jobban aggasztotta az építtetők egy másik kihágása: az épületre emelet is került, ami miatt beperelték Angyalékat. 
Az épület belső elrendezése a bordélyházak logikáját követte. A kapuban az elegáns szállodákat idéző egyenruhába bújtatott portás fogadta a betérőket. A földszinten a bejárattól balra lévő épületrészben a tulajdonos Angyal-házaspár lakása kapott helyet. Ezzel szemben helyezkedett el a gazdagon díszített szalon, amelyben a vendégek és a prostituáltak ismertséget köthettek. Az emeleten 14 helyiség állt az örömlányok és vendégeik rendelkezésére, amelyeket szintén a szecesszió stílusában díszítettek. A higiéniát mindössze az emeleti folyosó két végén elhelyezett mosakodóhelyiség szolgálta. A pincében rendezték be a közös ebédlőt, mosókonyhát és a szociális helyiségeket. Szokatlan, hogy ezeket a helyiségeket is falfestményekkel díszítették. Az Angyal-ház 1928-ig működhetett bordélyként, amikor is az ország összes ilyen jellegű intézményét bezáratták.
A Jatatát az 1930-as években szobabérlők házává alakították át. Az egykor elegáns épületben kispénzű egyetemisták vehették bérbe az örömlányok szobáit. Az épület minden bizonnyal leghíresebb lakója Radnóti Miklós volt, aki 1934 februárjától rövid ideig az Angyal-házban bérelt szobát. A ház sorsa ettől kezdve rosszra fordult. 1944 nyarán a Tisza-hidat támadó angolszász hatalmak elvétették a célt, egyik bombájuk pedig az Angyal-házat találta telibe. Az épület ⅓-a összedőlt, nagyobbik része azonban a csodával határos módon ép maradt. A végül szintén lebombázott Tisza-híd romjaira eszkábált ideiglenes híd rámpája pont a Jatata előtt érkezett a Bánomkert sorra, az épület előtt így hatalmasra duzzadt a forgalom. A tömeg jelentette lehetőséget meglátván tulajdonos úgy döntött, hogy az épület megtartja; az összedőlt épületrészt eltakarították, a megmaradót kipótolták, az épület pedig újból eredeti funkciójának megfelelően, örömtanyaként működött tovább. 1948-ban a kibontakozó baloldali fordulat miatt újból lakat került a bordélyra.
A Jatata előnytelen belső elrendezése magában hordozta a társadalmi lecsúszást. A háború utáni lakáshiány idején még munkások lakták, ám az államszocialista időszak nagyszabású lakásépítési programjai után egyre kevesebb ember vállalta, hogy a fürdőszoba nélküli szűk lakrészekben éljen. A kényelmetlen szobákat egyre alacsonyabb státuszú emberek bérelték, miközben maga az épület is egyre rosszabb állapotba került. Az 1980-as évekre a lemállott vakolatú, díszeitől megfosztott épület csavargók tanyájává változott. A város 1990-ben a teljesen tönkrement, gazdátlan épületet lebontatta. 